# Arces-Dilo
Arces-Dilo is een gemeente in het Franse departement Yonne (regio Bourgogne-Franche-Comté) en telt 593 inwoners (1999). De plaats maakt deel uit van het arrondissement Sens.

## Geografie
De oppervlakte van Arces-Dilo bedraagt 27,0 km², de bevolkingsdichtheid is 22,0 inwoners per km².
De onderstaande kaart toont de ligging van Arces-Dilo met de belangrijkste infrastructuur en aangrenzende gemeenten.

## Demografie
Onderstaande figuur toont het verloop van het inwonertal (bron: INSEE-tellingen).
1. ↑  Populations de référence 2022.